# Punkt (diakritiskt tecken)
Då den används som diakritiskt tecken kan en punkt placeras antingen ovanför, under, eller mellan två bokstäver. Prickarna över bokstäverna i och j betraktas vanligtvis inte som diakritiska tecken utan som en del av själva bokstaven.

## Användning

### Punkt ovanför
- ISO 233, det internationella systemet för translitterering av arabiska, använder ġ för att representera den arabiska bokstaven ﻍ (ġayn).
- I traditionell irisk typografi markerar punkterna lenision. Alternativt kan lenision markeras med ett efterföljande h. I äldre ortografi reserverades punkten för bokstäverna ḟ och ṡ medan h användes för ch, ph, th; lenition av andra bokstäver markerades inte. Senare utökades båda systemen till att inkludera samtliga bokstäver som omfattades av lenision och kom därmed att konkurrera med varandra. Så småningom utvecklades som praxis att punkt användes tillsammans med gaelisk skrift och h tillsammans med antikva. Därmed representerar ċ och ch samma sak i modern iriska.
- Litauiska: ė uttalas [e:] och står i kontrast mot ę [ɛ:] (tidigare uttalad nasalt) och e [ɛ, ɛ:].
- Maltesiska: ċ [tʃ], ġ [dʒ] och ż [z]. Bokstaven c utan punkt har fallit ur bruk då den inte längre behövs.
- Den polska bokstaven ż (uttal: [ʐ]) utgör grunden för bokstaven ž som används i flera andra slaviska språk. Ibland används ƶ som ett alternativ till ż eftersom den då är lättare att skilja från bokstaven ź.
- I sioux-språk som lakota och dakota används en punkt ibland för att markera ejektiver.
- I det turkiska alfabetet finns två varianter av bokstaven i: med prick (İ i) och utan prick (I ı). Här betraktas dock punkten inte som ett diakritiskt tecken utan som en del av bokstaven.
- I Pehr Stenbergs Ordbok över Umemålet används ȧ för ett ljud mellan a och ä, och ȯ för ett ljud mellan o och å. Kombinerade med streck står ǡ och ȱ oftast för förlängda varianter av samma ljud, medan brevis markerar att vokalen hörs väldigt knappt.

### Punkt undertill
- I vietnamesiska representeras nặng-tonen (brytande-låg) av en punkt under grundvokalen: ạ ặ ậ ẹ ệ ị ọ ộ ợ ụ ự ỵ.
- IAST, ett translittereringssystem för sanskrit och pāḷi, använder en punkt för att skriva de retroflexa konsonanterna ṭ, ṭh, ḍ, ḍh, ṇ och ṣ. Den används också för att markera de syllabiska konsonanterna ṛ, ṝ, ḷ och ḹ. De två translittereringssystemen ISO 15919 och ALA-LC, som båda utformats för att hantera en stor mängd indiska språk och skriftsystem, låter även ḷ och ṛ representera retroflexer ([ɭ] och [ɽ]) och markerar istället syllabiska konsonanterna med hjälp av en ring undertill.
- Vid transkribering av semitiska språk med bland andra ISO 233 och ALA-LC används en punkt för att markera emfatiska konsonanter.
- I den nuvarande ortografin för yoruba används vokalerna ẹ och ọ (med antingen en punkt eller ett kort vertikalt streck under), för att representera mer öppna varianter av e och o, samt konsonanten ṣ, en tonlös postalveolar frikativa.

### Punkt mellan bokstäver
- I katalanska skrivs en punkt ut mellan två stycken l ifall dessa tillhör olika stavelser till skillnad från kombinationen ll som representerar en palatal lateral approximant [ʎ]. I Unicode finns speciella tecken för Ŀ och ŀ  men det rekommenderade skrivsättet är att skriva punkten som ett separat tecken: L· och l·.